# 怪盗グルーのミニオン大脱走
『怪盗グルーのミニオン大脱走』（かいとうグルーのミニオンだいだっそう、英: Despicable Me 3）は、2017年公開のアメリカ合衆国の3Dコンピュータアニメーション・コメディ映画。「怪盗グルー」シリーズの第3作目である。

## あらすじ
晴れて結婚したグルーとルーシーの前に、新たな敵バルタザール・ブラットが現れる。1980年代に子役として人気を博した過去の栄光にすがり、80年代ファッションに身を包んだバルタザールは、様々なガジェットを駆使して犯罪を繰り返し、大型ダイヤを強奪する。これを取り返したグルーだったが、反悪党同盟の新幹部就任とブラットを取り逃がした失敗から失職してしまう。一方、グルーの相棒ミニオンたちは、グルーが反悪党同盟をクビになったことで再び悪の道に戻ってくることを期待していたが、グルーにその気がないことを知り、新たなボスを求めて旅に出る。だが、出先でミニオンたちは収監され、そこでグルーへの思いから脱走を決意する。
そんな時、グルーにドルーという生き別れになっていた双子の兄弟がいることが判明する。父親から莫大な遺産を相続しているドルーは父の志を受け継ぎ天下の大悪党になることを夢見ていた。ブラットに再びダイヤが盗み出されたことから、グルーはドルーとともにダイヤを取り返すものの、グルーがこれを手土産に反悪党同盟への復帰を考えていた事から不満に感じるドルー。さらにブラットはダイヤを再び奪取するとともに三姉妹(マーゴ、イディス、アグネス)を誘拐し、ハリウッドに対し巨大ロボットで攻撃を開始する。そこへグルーとミニオンたちが駆け付ける。ルーシーによって三姉妹たちが救出されたあと、ドルーとグルーの機転でブラットも打倒された。
グルーたちとドルーは共に生活を始めるが、ある日の晩にドルーとミニオンたちが脱走を開始する。ドルーは父の稼業を引き継ぐべく飛行船で飛び立っていった。

## 登場人物
- フェロニアス・グルー: スティーヴ・カレル

バルタザールを取り逃がしたことによりルーシーとともに反悪党同盟から追い出されてしまう。兄弟のドルーの存在を知ると、ドルーとともにダイヤ奪還を敢行する。
- ドルー・グルー: スティーヴ・カレル

グルーの双子の兄弟。白い服に身を包み金髪である。グルーとは性格が反対で能天気。悪い人間ではないが車の運転中に前を見ないなど非常識な時もある。グルーは当初彼のことを全く知らなかったが、それはまだ二人が赤ん坊の頃に両親が離婚してしまったからである。財力に恵まれているが当人は父のような「偉大な悪党」を目指してジレンマを抱いている。
- ルーシー・ワイルド:クリステン・ウィグ

前作でグルーと結婚した反悪党同盟の工作員。グルーとともにブラッドを取り逃がしたことで反悪党同盟から追い出されてしまう。3姉妹の完璧なママになることを夢見ている。先述のクビは実はグルーだけがクビになり自分も付き添いで一緒に辞めたのが実情であり、グルーに対する愛情が深いのがわかる。乗り物の扱いにたけていることもあり、今回は水上バイクなどを乗りこなす。爆風でグルーを高く飛ばすなど、やることも相変わらず大胆。
- マーゴ・グルー

三姉妹の長女。12歳。本作ではひょんな事からニコルに惚れられる。
- イディス・グルー

三姉妹の次女。本作では、自宅やフリードニアでビデオを撮っていた。
- アグネス・グルー

三姉妹の三女。本作では、両親の失業した為ガレージセールを行いユニコーンの『フラッフィー』を売ってしまうが、フリードニアでツノの折れたヤギ『ラッキー』と出会う。
- ミニオン

グルーの手下の黄色く小柄な生物たち。グルーに対して悪党になることを期待するも、その気がないのがわかり見限りながらも後に恋しくなり戻るなど多種多様な感情を抱いている。本作では、とあるスタジオに　不法侵入した罪で逮捕されてしまう。
- マレーナ・グルー

フェロニアスの母親。老齢だが矍鑠でプールで遊んでいる。
- サイラス・ラムズボトム

「反悪党同盟」のメンバー。ヴァレリーにリーダーの座を譲る。
- バルタザール・ブラッド

様々なガジェットを駆使する犯罪者。1980年代に子役として人気を博したが成長期で子役としての持ち味がなくなり人気が一気になくなり落ちぶれる。現在は過去の栄光にすがっており、このことから1980年代のファッションを身にまとっている。非常に身軽。子役出身だけあり演技も上手い。
- ヴァレリー

「反悪党同盟」の現会長。気迫が凄い。
- ニコ

フリードニア島に住む男の子。マーゴに惚れる。
- フリッツ

ドルーの執事。
- クライヴ

ブラットの手下ロボット。

## キャスト
| 役名                   | 原語版声優               | 日本語吹き替え版 |
| ---------------------- | ------------------------ | ---------------- |
| グルー                 | スティーヴ・カレル       | 笑福亭鶴瓶       |
| ドルー                 | スティーヴ・カレル       | 生瀬勝久         |
| ルーシー               | クリステン・ウィグ       | 中島美嘉         |
| アグネス               | ネヴ・シャレル           | 芦田愛菜         |
| マーゴ                 | ミランダ・コスグローヴ   | 須藤祐実         |
| イディス               | デイナ・ゲイアー         | 矢島晶子         |
| マレーナ・グルー       | ジュリー・アンドリュース | 京田尚子         |
| バルタザール・ブラット | トレイ・パーカー         | 松山ケンイチ     |
| ヴァレリー             | ジェニー・スレイト       | いとうあさこ     |
| サイラス・ラムズボトム | スティーヴ・クーガン     | 坂口芳貞         |
| フリッツ               | スティーヴ・クーガン     | 山寺宏一         |
| クライヴ               | アンディ・ナイマン       | 宮野真守         |
| ニコ                   | エイドリアン・シスカトー | 福山潤           |
| ニコの母               | カーチャ・サポネンコ     | 高乃麗           |
| ビンチェンｯｫ           | コリー・ウォールズ       | 佐藤せつじ       |
| 顔傷男                 | マイケル・ビーティ       | こばたけまさふみ |
| ビーチガール           |                          | LiSA             |
| 女性職員               |                          | 雨蘭咲木子       |
| アナウンサー           |                          | 青山穣           |
| 浜辺のオタク           |                          | 木村昴           |
| チームリーダー         |                          | 斎藤寛仁         |
| 買った女の子           |                          | 松本沙羅         |
| 金髪審査員             |                          | 竹森千人         |
| 口ひげの囚人           |                          | 吉田ウーロン太   |
| 飛行機男               |                          | 辻本耕志         |
| 踊る女の子             |                          | 田中杏里         |
| ミニオン・メル         | ピエール・コフィン       |                  |
| ミニオン・デイブ       | ピエール・コフィン       |                  |
| ミニオン・ジェリー     | ピエール・コフィン       |                  |
| 博物館長               | ピエール・コフィン       | 多田野曜平       |

## テレビ放映
| 回数 | 放送局     | 放送枠           | 放送日            | 放送時間      | 放送分数 | 平均世帯 視聴率 | 備考                                                    |
| ---- | ---------- | ---------------- | ----------------- | ------------- | -------- | --------------- | ------------------------------------------------------- |
| 1    | フジテレビ | （なし）         | 2022年7月17日(日) | 19:00 - 20:54 | 114分    | 5.1%            | 最新作『ミニオンズ フィーバー』公開記念で地上波初放送。 |
| 2    | 日本テレビ | 金曜ロードショー | 2023年10月6日(金) | 21:00 - 22:54 | 114分    | 4.8%            |                                                         |

- 視聴率はビデオリサーチ調べ、関東地区・世帯・リアルタイム。

## 受賞歴
- 2018年、第12回声優アワード　シナジー賞[4]

### 予告編
- 『怪盗グルーのミニオン大脱走』日本語吹替版予告A
- 『怪盗グルーのミニオン大脱走』予告A
- 『怪盗グルーのミニオン大脱走』日本語吹替版予告B
- 『怪盗グルーのミニオン大脱走』予告B
- 『怪盗グルーのミニオン大脱走』日本語吹替版本予告映像